# قاعدة قبضة اليد اليمنى
قاعدة قبضة اليد اليمنى وُضِعت لتحديد اتجاه المجال المغناطيسي عند مرور تيار كهربائي في سلك مستقيم، حيث يتم تحديد الإتجاه بتصور القبض على السلك الذي يمر فيه التيار باليد اليمنى، وتوجيه الإبهام لاتجاه التيار الكهربائي في السلك - من القطب الموجب إلى القطب السالب - فيدل إتجاه انثناءات الأصابع الأخرى لليد نفسها على اتجاه المجال المغناطيسي المتولد.